# اولیتا (کانزاس)
اوولیتا (به انگلیسی: Olathe) شهری در ایالت کانزاس کشور ایالات متحده آمریکا است که جمعیت آن در سرشماری سال ۲۰۱۰ میلادی، ۱۲۵٬۸۷۲ نفر بوده‌است.